# Hong Chau
Hong Chau (* 25. června 1979, Thajsko) je americká herečka. Za své role politické disidentky Ngoc Lan Tran ve filmu Zmenšování (2017) a zdravotní sestry Liz ve filmu Velryba (2022) získala několik nominací a cen, včetně nominace na Oscara za nejlepší herečku ve vedlejší roli za druhý zmíněný film.
Chau se narodila vietnamským rodičům, kteří žili v uprchlickém táboře v Thajsku po útěku z Vietnamu na konci 70. let. Vietnamská katolická církev v New Orleans sponzorovala její rodinu, aby se přestěhovali do Spojených států. Vyrůstala v New Orleans a než se začala věnovat herecké kariéře, vystudovala filmovou vědu na Boston University College of Communication. Objevila se v televizním seriálu Treme (2010–2013) a filmu Skrytá vada (2014). Dále ztvárnila hlavní role ve filmech Příjezdové cesty (2019) a American Woman (2019) a vedlejší role ve filmu Menu (2022) a seriálech Homecoming (2018–2020), Watchmen (2019) a Noční agent (2023).

## Život
Než se Chau narodila, její rodiče a dva bratři žili ve Vietnamu. V roce 1979 byla její rodina mezi vietnamskými občany, kteří uprchli ze své země na člunu, přičemž její matka byla v šestém měsíci těhotenství. Během útěku byl její otec postřelen a málem vykrvácel. Chau se narodila v uprchlickém táboře v Thajsku 25. června 1979. Vietnamská katolická církev v New Orleans v Louisianě ve Spojených státech zařídila, aby místní vietnamský rodina sponzorovala její rodinu. Když Chau vyrůstala, jejím hlavním jazykem byla vietnamština a později se ve škole naučila anglicky. Její rodina žila ve vládních bytech a využívala dotované obědové programy.

## Filmografie

### Film
| Rok  | Název                                    | Role                 | Poznámky  |
| ---- | ---------------------------------------- | -------------------- | --------- |
| 2014 | Skrytá vada                              | Jade                 |           |
| 2017 | Zmenšování                               | Ngoc Lan Tran        |           |
| 2018 | Duck Butter                              | Glow                 |           |
| 2019 | Příjezdové cesty                         | Kathy                |           |
| 2019 | American Woman                           | Jenny Shimada        |           |
| 2022 | Showing Up                               | Jo Tran              |           |
| 2022 | Velryba                                  | Liz                  |           |
| 2022 | Menu                                     | Elsa                 |           |
| 2023 | Asteroid City                            | Polly                |           |
| 2024 | Milé laskavosti                          | Sarah / Sharon / Aka |           |
| 2024 | Provokatéři                              | Dr. Donna Rivera     |           |
| 2026 | Three Bags Full: A Sheep Detective Movie | bude oznámeno        | natáčí se |

### Televize
| Rok       | Název                       | Role                   | Poznámky                      |
| --------- | --------------------------- | ---------------------- | ----------------------------- |
| 2006      | Finding My America          | Minh                   | díl: „The Road Trip Begins“   |
| 2008      | The Sarah Silverman Program | Asian Masseuse         | díl: „Patriot Tact“           |
| 2010      | Jak jsem poznal vaši matku  | Cook Pu                | díl: „Dokonalý týden“         |
| 2010      | Trenches                    | hlavní role            | hlavní role, 10 dílů          |
| 2010      | Námořní vyšetřovací služba  | Molly Choi             | díl: „Střet kompetencí“       |
| 2010      | My Boys                     | Audrey                 | díl: „Puss 'N' Glutes“        |
| 2010      | $#*! My Dad Says            | DJ                     | díl: „Code Ed“                |
| 2011–2013 | Treme                       | Linh                   | 13 dílů                       |
| 2012      | Kriminálka Las Vegas        | Julie Blanch           | díl: „Paní Willowsová lituje“ |
| 2012      | Hodně štěstí, Charlie       | Theresa                | díl: „Welcome Home“           |
| 2014–2015 | Od A do Z                   | Lora                   | hlavní role, 13 dílů          |
| 2017      | Sedmilhářky                 | Jackie                 | 6 dílů                        |
| 2017      | Americký táta               | Korean Spy (hlas)      | díl: „Casino Normale“         |
| 2018      | BoJack Horseman             | Pickles Aplenty (hlas) | 5 dílů                        |
| 2018      | Forever                     | Sarah                  | díl: „Andre and Sarah“        |
| 2018–2020 | Homecoming                  | Audrey Temple          | hlavní role, 11 dílů          |
| 2019      | Watchmen                    | Lady Trieu             | hlavní role, 4 díly           |
| 2023      | Poker Face                  | Marge                  | díl: „The Night Shift“        |
| 2023      | Noční agent                 | Diane Farr             | hlavní role, 10 dílů          |

## Ocenění
| Rok  | Cena                                             | Kategorie                                      | Nominované dílo  | Výsledek  | Ref.   |
| ---- | ------------------------------------------------ | ---------------------------------------------- | ---------------- | --------- | ------ |
| 2014 | Independent Spirit Award                         | Cena Roberta Altmana                           | Skrytá vada      | vítězství | [ 6 ]  |
| 2017 | Cena Sdružení filmových a televizních herců      | Nejlepší ženský herecký výkon ve vedlejší roli | Zmenšování       | nominace  |        |
| 2017 | Critics' Choice Movie Award                      | Nejlepší herečka ve vedlejší roli              | Zmenšování       | nominace  | [ 7 ]  |
| 2017 | Florida Film Critics Circle Award                | Nejlepší herečka ve vedlejší roli              | Zmenšování       | nominace  |        |
| 2017 | Santa Barbara International Film Festival        | Virtuosos Award                                | Zmenšování       | vítězství |        |
| 2017 | St. Louis Gateway Film Critics Association Award | Nejlepší herečka ve vedlejší roli              | Zmenšování       | nominace  |        |
| 2017 | Zlatý glóbus                                     | Nejlepší herečka ve vedlejší roli              | Zmenšování       | nominace  | [ 8 ]  |
| 2019 | Independent Spirit Award                         | Nejlepší herečka ve vedlejší roli              | Příjezdové cesty | nominace  |        |
| 2020 | Cinequest Film Festival                          | Maverick Spirit Award                          |                  | vítězství | [ 9 ]  |
| 2022 | Alliance of Women Film Journalists EDA Awards    | Nejlepší herečka ve vedlejší roli              | Velryba          | nominace  | [ 10 ] |
| 2022 | Cena Sdružení filmových a televizních herců      | Nejlepší ženský herecký výkon ve vedlejší roli | Velryba          | nominace  | [ 11 ] |
| 2022 | Chicago Film Critics Association Award           | Nejlepší herečka ve vedlejší roli              | Velryba          | nominace  | [ 12 ] |
| 2022 | Dallas–Fort Worth Film Critics Association Award | Nejlepší herečka ve vedlejší roli              | Velryba          | nominace  |        |
| 2022 | Gotham Independent Film Award                    | Nejlepší výkon ve vedlejší roli                | Velryba          | nominace  |        |
| 2022 | Hollywood Critics Association                    | Nejlepší herečka ve vedlejší roli              | Velryba          | nominace  |        |
| 2022 | Filmová cena Britské akademie                    | Nejlepší herečka ve vedlejší roli              | Velryba          | nominace  | [ 13 ] |
| 2022 | London Film Critics' Circle Award                | Herečka ve vedlejší roli roku                  | Velryba          | nominace  |        |
| 2022 | New York Film Critics Online Award               | Nejlepší herečka ve vedlejší roli              | Velryba          | vítězství |        |
| 2022 | Oscar                                            | Nejlepší herečka ve vedlejší roli              | Velryba          | nominace  | [ 14 ] |